# Conquesta de Conca
La conquesta de Conca fou un dels episodis de la reconquesta, produït l'any 1177.

## Antecedents
La frontera del Tajo s'havia vist desbordada la segona meitat del segle xii, perquè Alfons VIII de Castella avançava cap al Xúquer. assetjà madínat Kunka, però després de cinc mesos de setge el califa Abu-Yaqub Yússuf ibn Abd-al-Mumin obligà al castellà a aixecar el setge en atacar Huete. El califa Yaqub, el filòsof Averrois, l'historiador Sahib as-Sala (que fa una detallada descripció de Conca) i altres notables almohades entraren a la ciutat i socorreren els assetjats. Abu-Yaqub Yússuf i Alfons VIII van signar una treva per set anys.
La treva es trencà l'estiu de 1176 quan els musulmans de Conca, juntament amb els d'Alarcón i Moya ataquen les terres cristianes de Huete i Uclés, trencant el pacte. Alfons VIII convoca els comtes castellans Nuño Pérez de Lara, Pedro Gutiérrez, Àlvar Fáñez, Tello Pérez, Nuño Sánchez, el senyor d'Albarrasí Pedro Ruiz de Azagra, el rei de Lleó Ferran I i el d'Aragó Alfons el Cast i els ordes militars de Sant Jaume, Calatrava i Alfama i posà setge a la ciutat el 6 de gener de 1177.

## El setge
Fidel a l'amistat amb el regne de Castella, Alfons el Cast, anà al setge de Kunka amb un grup de peons armats identificats amb els almogàvers en ajut del monarca castellà. Després d'arribar a Conca, se n'anà a Provença i a altres punts. El mes de juliol o més tard, devia tornar davant Conca. L'arquebisbe de Tarragona, Berenguer de Vilademuls, l'acompanyà amb soldats de la ciutat i del Camp de Tarragona.
Conca, considerada inexpugnable, sofrí un llarg i duríssim setge (durant nou mesos) per part dels exèrcits col·ligats de Castella i Aragó, engruixits pel gran nombre d'estrangers que vingueren de la croada que la Santa Seu havia suscitat i que predicà el cardenal legat Giacinto Bobone, que després fou papa amb el nom de Celestí III.
El caïd Abu Bekaa demana auxili al califa Abu-Yaqub Yússuf ibn Abd-al-Mumin però aquest es trobava a l'Àfrica atenent altres assumptes i li denega l'ajut. El 27 de juliol els assetjats feren una sortida atacant el campament cristià amb l'objecte de donar un cop de gràcia contra el rei però només aconsegueixen matar el comte Nuño Pérez de Lara. La fam, les malalties i els morts pels continus atacs de manganells i trabucs, obliguen que el 21 de setembre es rendissin i lliuressin la ciutat, el dia de Sant Mateu. L'exèrcit cristià pren l'alcassaba i el castell i, després de l'abandonament musulmà de la ciutat, Alfons VIII i el seu seguici entren triomfants l'octubre a la ciutat de Conca, passant des de llavors, a formar part del regne de Castella.

## Conseqüències
En aquest mateix any, segons Jerónimo Zurita, Alfons el Cast feu una expedició guerrera a Llorca, perquè el rei de Múrcia, que era vassall seu, li assegurés el tribut. En tornar d'aquest expedició victoriosa i essent a Terol, donà l'església de Sant Vicent al Monestir de Sant Joan de la Penya «pro servitio quod mihi fecisti in illa hoste de Valencia».
En recompensa per la participació d'Alfons el Cast a la presa de Conca, ell i els seus successors quedaren lliures a perpetuïtat del vassallatge a Castella que tenia el seu origen en l'Acord de Serón de Nágima (1158). Tanmateix, aquest vassallatge, purament nominal i circumstancial pel que fa al reialme d'Aragó, no va existir mai en veritat pel que fa al comtat de Barcelona.

## Llegenda
Una pietosa llegenda de la conquesta de Conca, diu que el pastor Martin Alhaja (o Alahxa), al qual s'aparegué la Verge Maria, feu passar els cristians per la porta d'Aljaraz, actualment anomenada Puerta de San Juan, on comença la part alta de la ciutat i per on penetraren els castellans, lleonesos i aragonesos reforçats per l'Orde de Sant Jaume.

## Evolució de Conca
Després de la conquesta, Conca augmentà la població molt ràpidament, constituint-ne un Consell i una seu episcopal, sent Juan Yañez el primer Bisbe de Conca elegit el 1182. El Consell es regí pels anomenats Fueros de Cuenca, considerats pels juristes com uns dels més perfectes. Escrits en llatí i traduïts posteriorment al castellà, la seva importància radica en ésser el prototipus dels Furs de Castella, Lleó, Aragó i Portugal. Dels privilegis que recollien els Furs, se'n feu cèlebre la dita "Digues que ets de Conca i entraràs de franc".
L'estel de l'escut de la ciutat de Conca representa l'inici del setge el 6 de gener de 1177.